# Pin grid array
PGA (англ. pin grid array) — корпус с матрицей выводов. Представляет собой квадратный или прямоугольный корпус с расположенными в нижней части штыревыми контактами. Штыри расположены в виде регулярного[прояснить] массива на нижней стороне корпуса. Штыри обычно расположены на расстоянии 2,54 мм (0,1 дюйма) друг от друга и могут закрывать или не закрывать всю нижнюю сторону платы.
PGA часто устанавливаются на печатные платы с использованием метода сквозных отверстий или вставляются в разъём (он же сокет). PGA позволяют использовать больше выводов на интегральную схему, нежели более старые корпуса, такие как DIP (Dual Inline Package).

## Варианты исполнения PGA

### Пластик

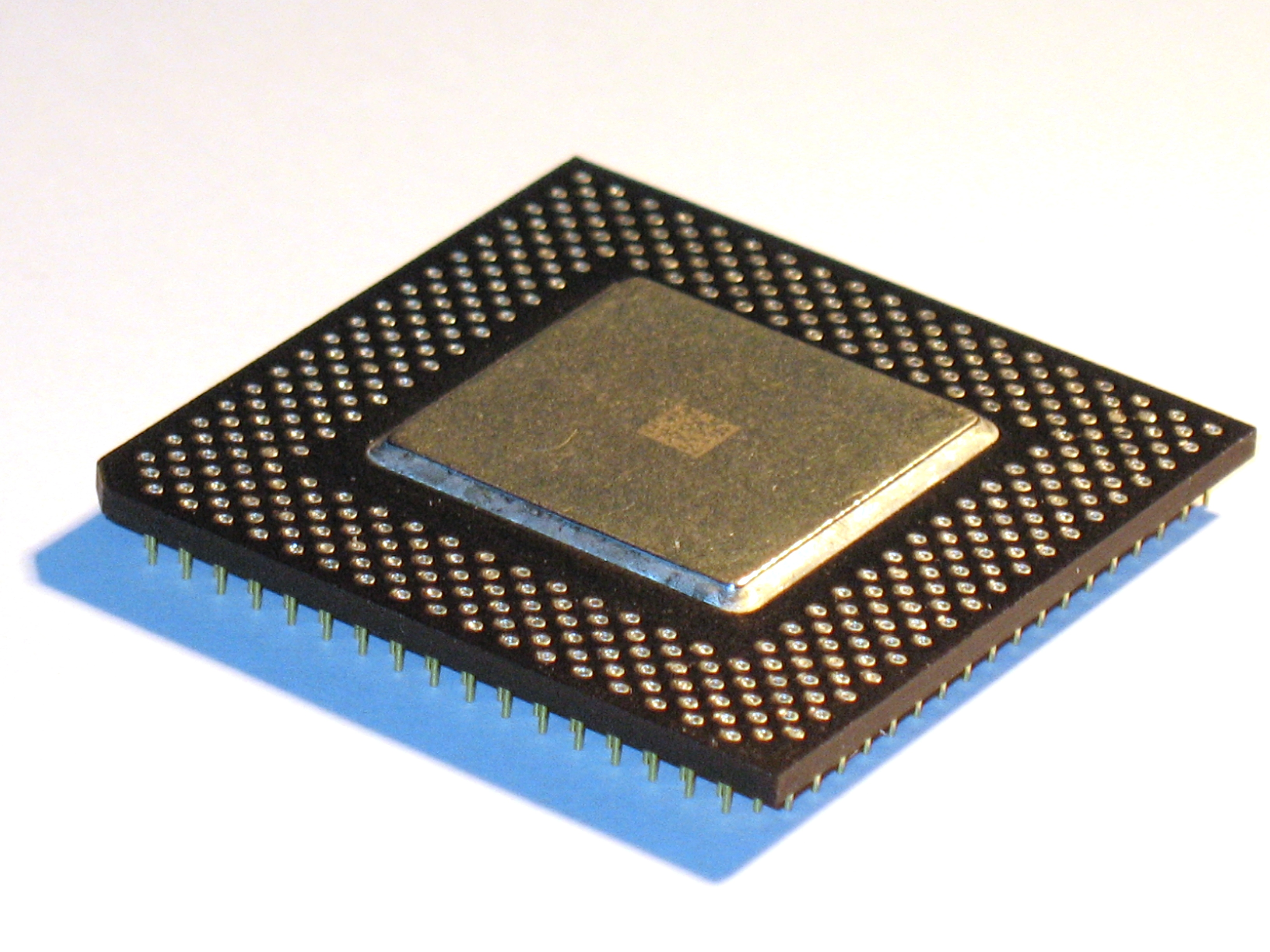
Лицевая сторона процессора Celeron-400 в PPGA-исполнении

Корпорация Intel использовала пластиковую решетчатую матрицу (PPGA) для последних моделей процессоров Celeron с ядром Mendocino на базе Socket 370. Некоторые процессоры до Socket 8 так же использовали аналогичный форм-фактор, хотя официально они не назывались PPGA.

### Flip chip

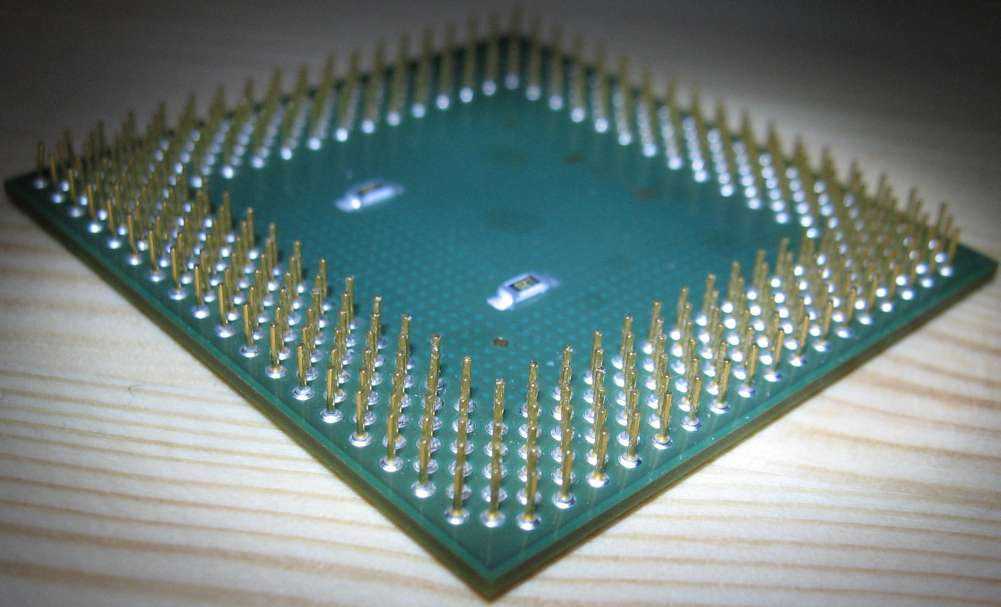
Нижняя сторонa FC-PGA процессора (Кристалл на другой стороне)

Flip-chip, или же монтаж методом перевёрнутого чипа (FC-PGA, FPGA или FCPGA) представляет собой форму матрицы контактов, в которой кристалл обращен вниз на верхней части подложки с открытой задней частью кристалла. Это позволяет кристаллу иметь более прямой контакт с радиатором или другим охлаждающим механизмом.
FC-PGA была представлена Intel с процессорами Pentium III и Celeron с ядром Coppermine на базе Socket 370, а позже использовалась для процессоров Pentium 4 и Celeron на базе Socket 478. Процессоры FC-PGA подходят для разъемов материнских плат Socket 370 и Socket 478 с нулевым усилием вставки (ZIF); аналогичные пакеты также использовались AMD. Он до сих пор используется. Для мобильных процессоров Intel.

### Сетка Шахматного порядка
Матрица с шахматной сеткой контактов (SPGA) используется процессорами Intel на базе Socket 5 и Socket 7. Socket 8 использует частичную схему SPGA на части процессора.

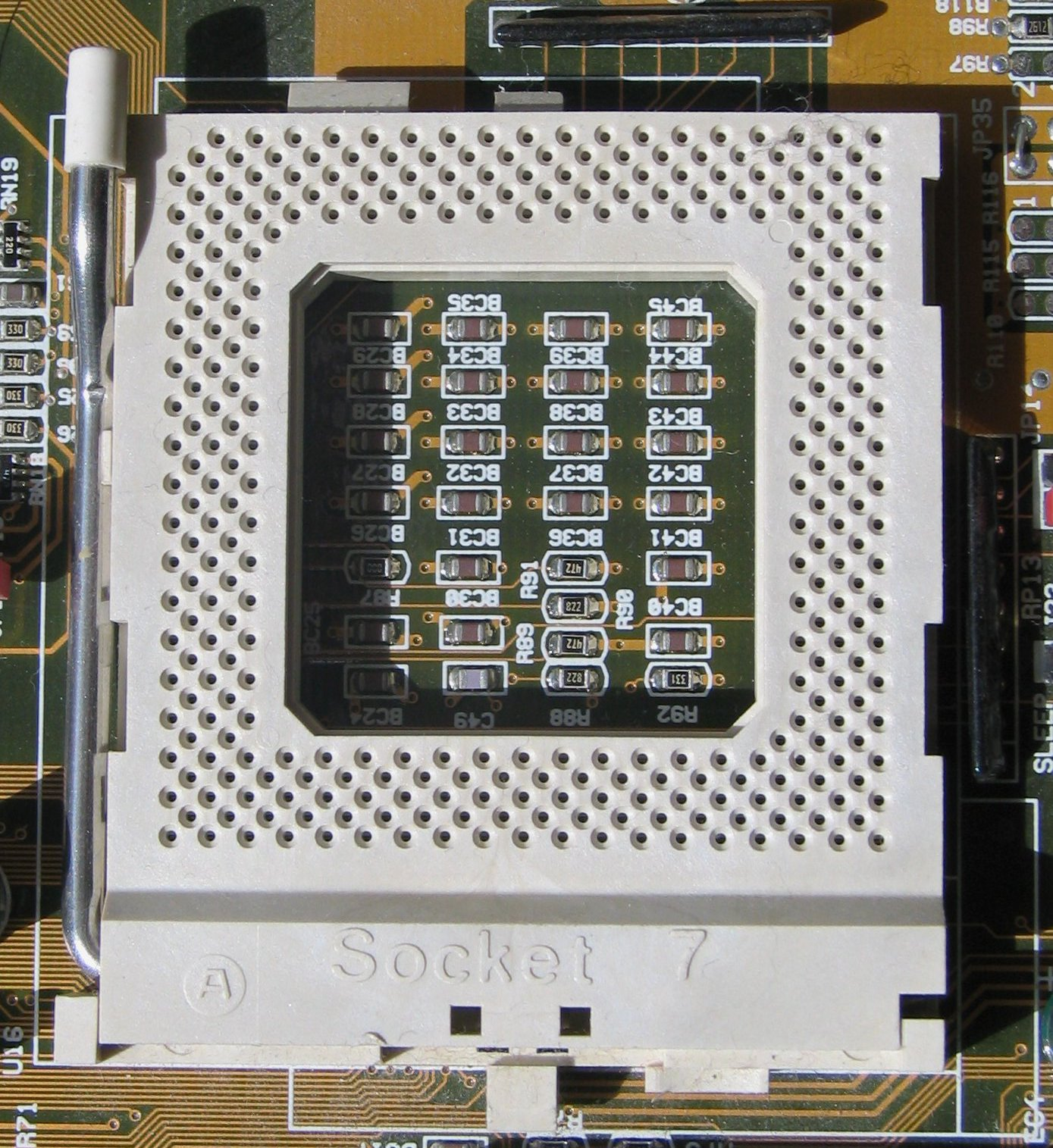
Пример сокета процессора с сеткой шахматного порядка

Вид на гнездо 7 321-контактного разъема процессора. Он состоит из двух квадратных массивов выводов, смещенных в обоих направлениях на половину минимального расстояния между выводами в одном из массивов. Иными словами: внутри квадратной границы штифты образуют диагональную квадратную решетку. Обычно в центре есть секция без штифтов. Пакеты SPGA обычно используются устройствами, которым требуется более высокая плотность выводов, чем это могут обеспечить, например микропроцессоры PGA.

### Керамика
Керамическая сетка контактов (CPGA) — это тип корпуса, используемый в интегральных схемах. В этом типе корпусов используется керамическая подложка со штырями, расположенными в виде сетки штифтов. Некоторые процессоры, в которых используется упаковка CPGA, — это AMD Socket A Athlon и Duron.
CPGA использовалась AMD для процессоров Athlon и Duron на базе Socket A, а также для некоторых процессоров AMD на базе Socket AM2 и Socket AM2+. Хотя аналогичные форм-факторы использовались другими производителями, они официально не называются CPGA. В этом типе корпусов используется керамическая подложка со штырями, расположенными в виде рядов.

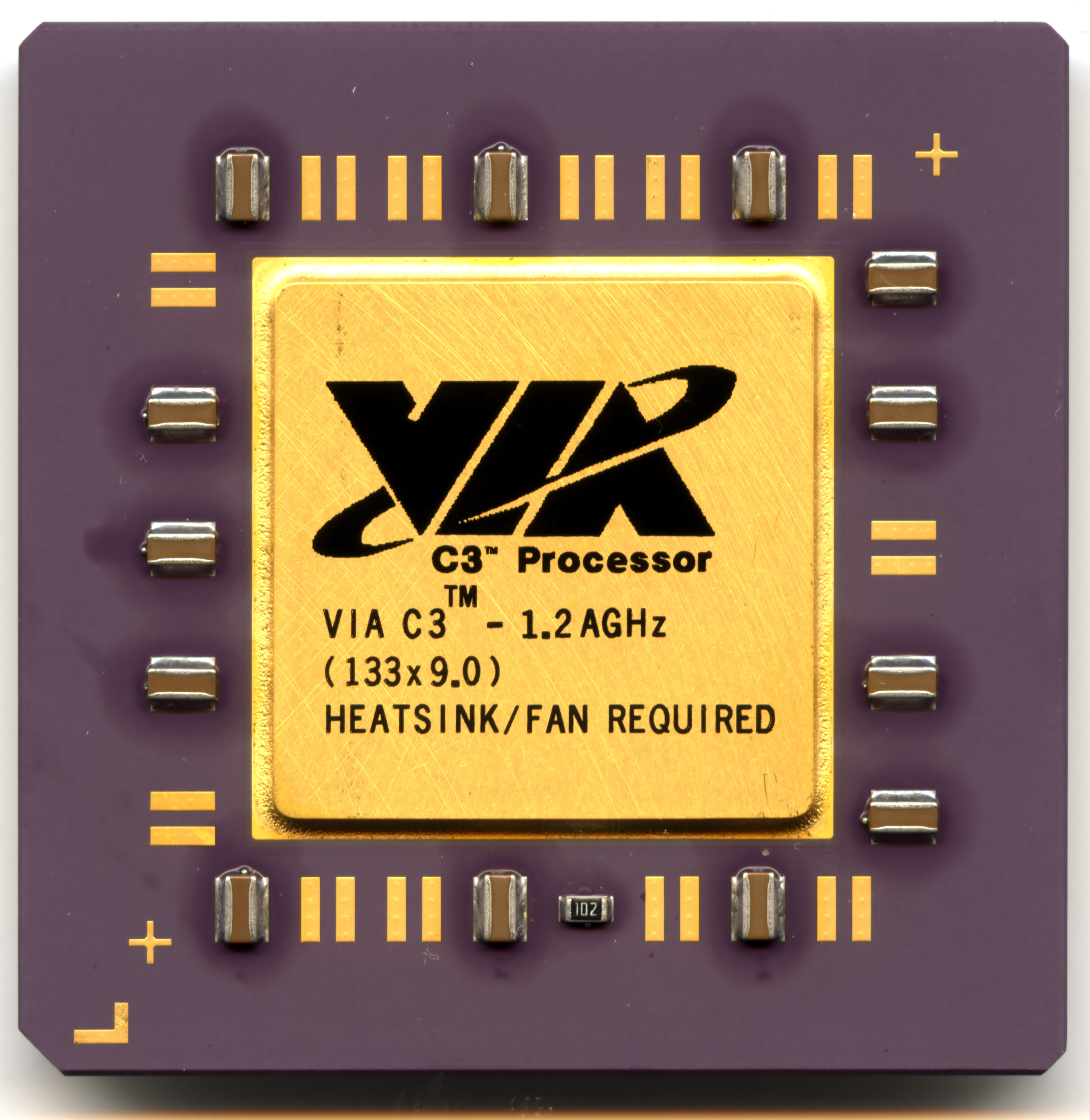
A 1.2 GHz VIA C3 Микропроцессор с керамическим корпусом
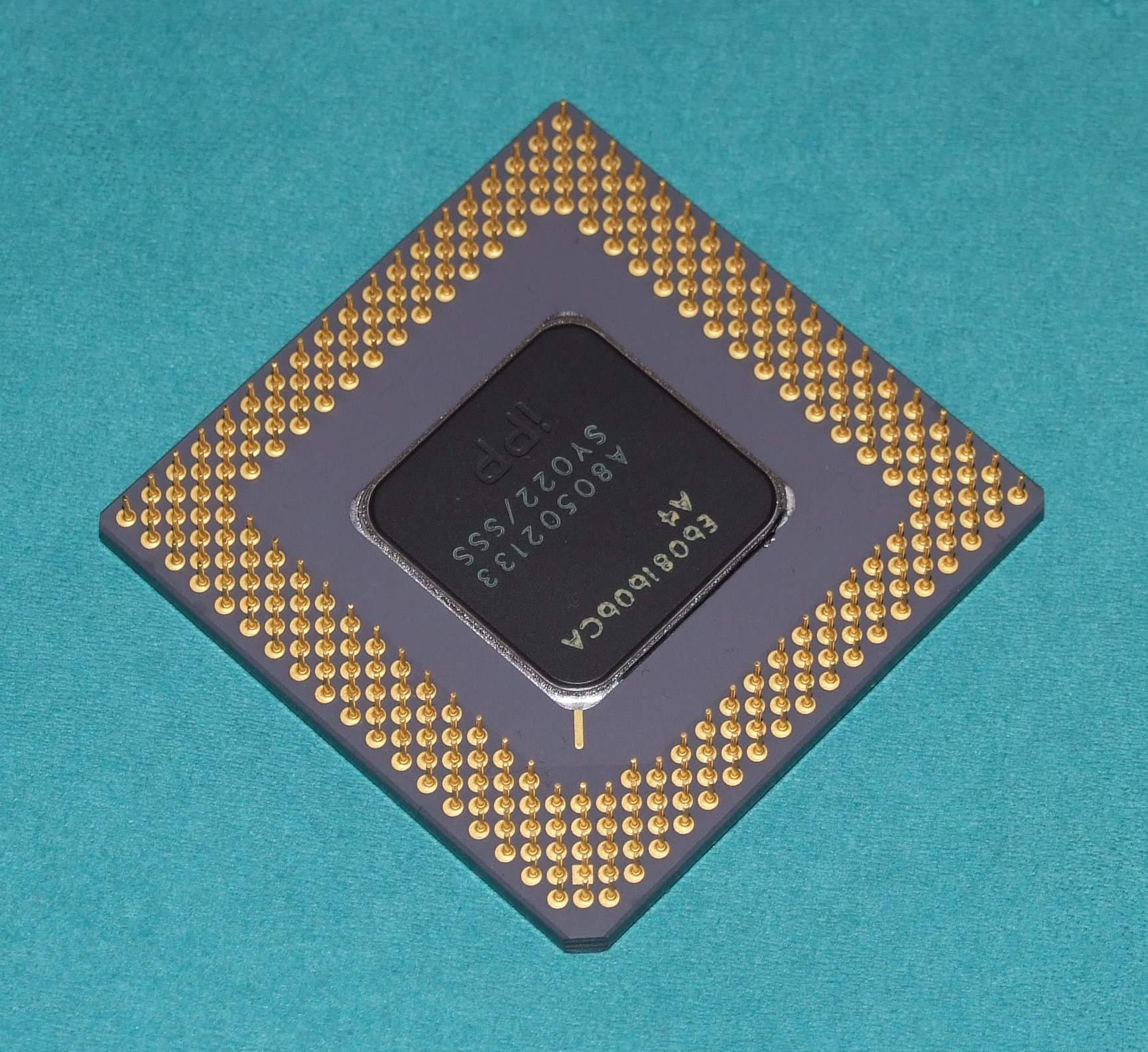
133 MHz Pentium в керамическом корпусе

### Органические
Органический матричный массив контактов (OPGA) — тип соединения для интегральных схем, и особенно процессоров, где кремниевый кристалл прикреплен к пластине, сделанной из органического пластика, который пронизан множеством контактов, которые обеспечивают необходимые соединения с сокетом.

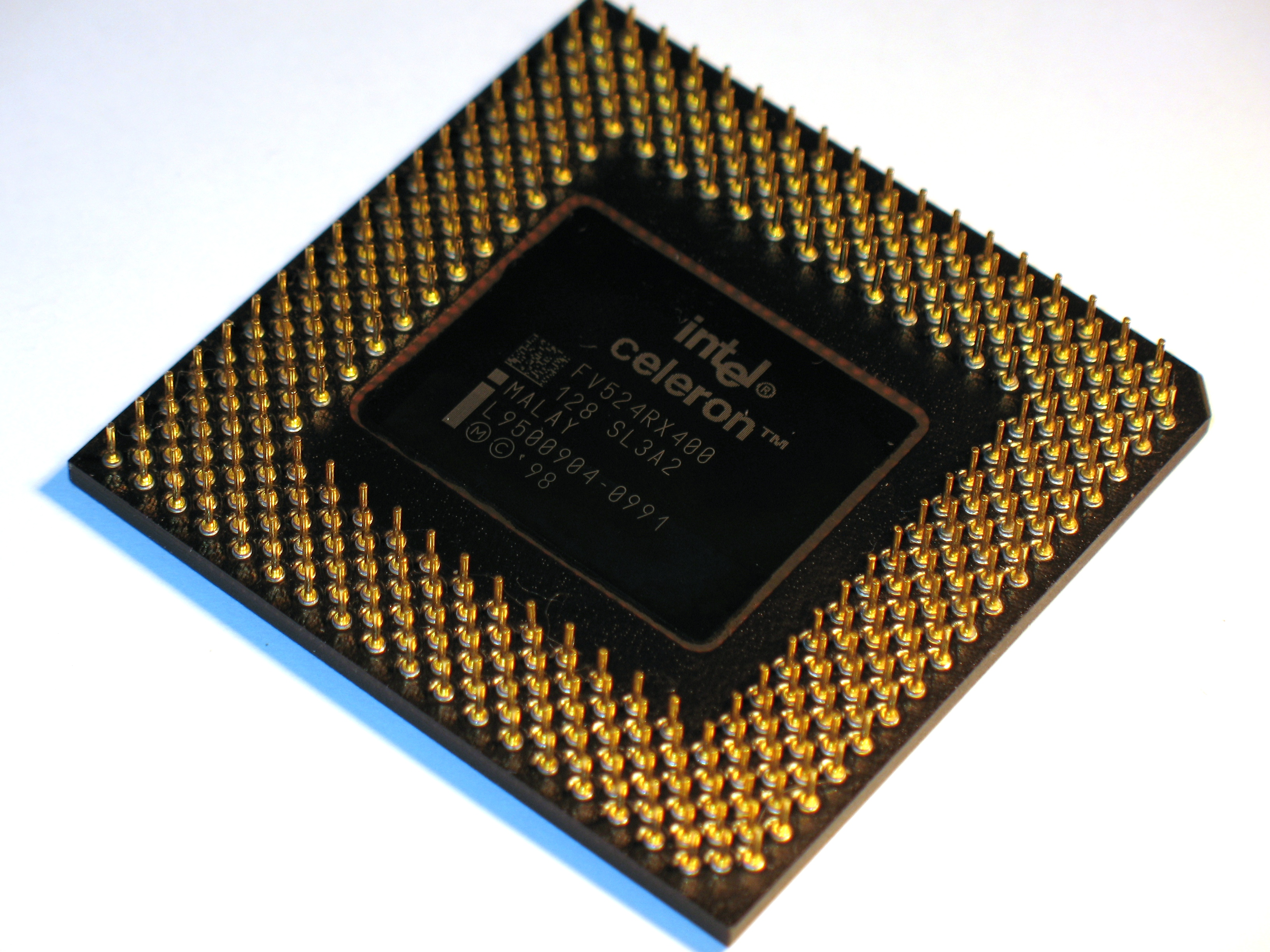
Нижняя сторона процессора Celeron-400 в корпусе PPGA
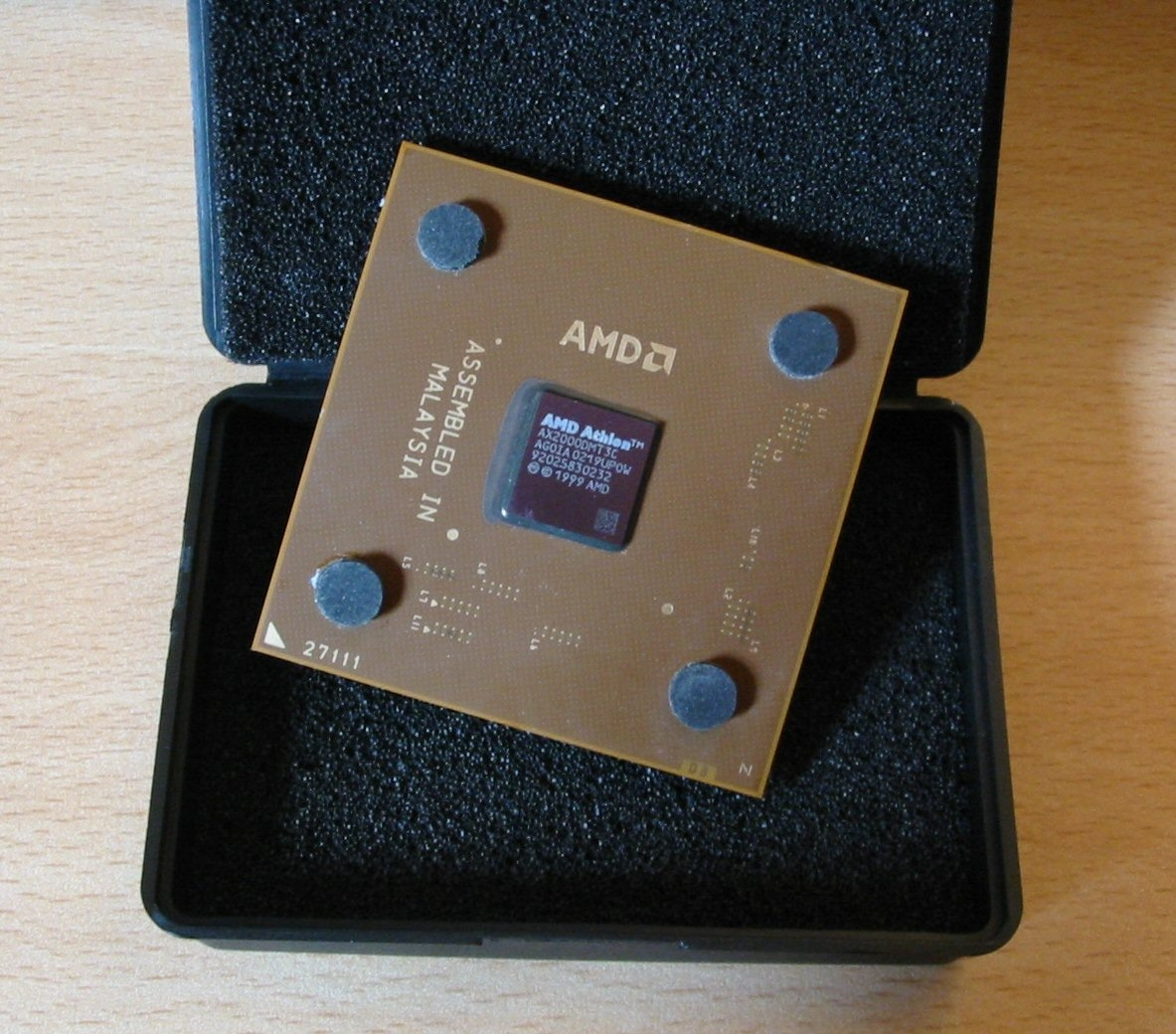
Процессор OPGA. Матрица находится в центре устройства, а четыре серых кружка представляют собой прокладки из пенопласта для снятия давления с матрицы, вызванного радиатором.

### Штифтовые
Штифтовая матрица решетки (SGA) представляет собой корпус чипа с решеткой коротких контактов, предназначенных для использования в технологии поверхностного монтажа. Решетка из полимерных штифтов или решеток из пластиковых штифтов была разработана совместно Межвузовским центром микроэлектроники (IMEC) и лабораторией производственных технологий Siemens AG.

### rPGA
rPGA (reduced pin grid array) — уменьшенная сетка выводов, использовалась мобильными вариантами процессоров Intel Core i3 /5/7 с уменьшенным шагом вывода до 1 мм, в отличие от шага выводов 1,27 мм, используемого современными процессорами AMD и более старыми процессорами Intel. процессоры. Он используется в разъемах G1, G2 и G3.

### Примеры
Некоторые процессоры, выполненные в корпусе PGA:
- 80386DX — 132-контактный CPGA.
- 80486DX, 80486SX — 168-контактный CPGA.
- Pentium — 296-контактный CPGA, 321-контактный CPGA или PPGA.
- Pentium Pro — 387-контактный SPGA.
- Pentium MMX, K6, 6x86 — 321-контактный CPGA или PPGA.
- Celeron — 370-контактный CPGA, PPGA, FCPGA или FCPGA2, 478-контактный μPGA.
- Pentium III — 370-контактный FCPGA или FCPGA2.
- Pentium 4 — 423-контактный FC-PGA2, 478-контактный FC-PGA2.[1]
- Athlon — 462-контактный керамический или органический FCPGA.
- Duron — 462-контактный керамический или органический FCPGA.
- Sempron — 462-контактный FCPGA, 754-контактный FCPGA2, 939-контактный FCPGA2, 940-контактный FCPGA2.
- Athlon 64 — 754-контактный FCPGA2, 939-контактный FCPGA2, 940-контактный FCPGA2.
- Opteron — 940-контактный FCPGA2, 1207-контактный FCPGA2.

## Другие типы конструкций
- Ball grid array (BGA)
- Centered square number
- Chip carrier — chip packaging and package types list
- Dual in-line package (DIP)
- Land grid array (LGA)
- Single in-line package (SIP)
- Zig-zag in-line package (ZIP)